# Opéras perdus de Monteverdi
Les opéras perdus de Monteverdi sont ceux qui ne nous sont pas parvenus dans leur intégralité, mais que l'on sait avoir été composés par l'Italien Claudio Monteverdi (1567–1643), qui produisit non seulement beaucoup de musique religieuse et de madrigaux, mais aussi beaucoup de musique de scène. Il composa sa musique de théâtre de 1604 à 1643, y compris dix opéras dont trois ont survécu intacts : Orphée (1607) Le Retour d'Ulysse dans sa patrie (1640) et Le Couronnement de Poppée (1643). Pour ce qui est des sept autres opéras, la musique a disparu presque complètement, mais certains des livrets subsistent. Les commentateurs et les musicoloques ont beaucoup regretté la perte de ces œuvres écrites à une période cruciale du début de l'histoire de l'opéra.
En tant que genre musical et théâtral, l'opéra commença à apparaître au début de la carrière de Monteverdi sous forme de divertissement de cour. Avec d'autres compositeurs, il joua un rôle important dans la transformation de ce divertissement dans sa forme principale de théâtre musical public. Son premier opéra, Orphée, écrit pour la cour mantouane, qui l'employait, fut un grand succès. Dans les années qui suivirent, à Mantoue puis, à titre de maître de chapelle, à la basilique Saint-Marc de Venise, Monteverdi continua de composer de la musique de théâtre de divers genres : opéras, danses et intermèdes (courts interludes musicaux insérés dans des pièces de théâtre classiques). Comme on pensait rarement, à l'époque de Monteverdi, que la musique de scène avait beaucoup d'utilité après sa première exécution, une bonne partie de cette musique disparut peu après sa création.
La majeure partie des renseignements dont on dispose sur les sept opéras perdus de Monteverdi sont tirés de documents contemporains du compositeur, dont les nombreuses lettres qu'il écrivit. Ces documents fournissent la preuve irréfutable que quatre de ces œuvres, Ariane, Andromède, Proserpina rapita (Le Rapt de Proserpine) et Le nozze d'Enea con Lavinia (Le mariage d'Énée et de Lavinia), furent terminées et interprétées du vivant de Monteverdi, mais seuls le lamento d'Ariane et un trio de Proserpina subsistent. Monteverdi abandonna les trois autres opéras perdus, Le nozze di Tetide, La finta pazza Licori (La Fausse Folle Licori) et Armida abbandonata, avant de les achever ; on ne sait trop quel était leur état d'avancement.

## Contexte
Monteverdi créa des œuvres pendant plus de cinquante ans. De 1590 à 1612, il fut musicien à la cour des Gonzague à Mantoue, puis, durant trente ans (1613–1643), maître de chapelle à la basilique Saint-Marc de Venise. Ces années-là virent l'opéra se développer : forme limitée de divertissement de cour à ses débuts, il est devenu l'essentiel du théâtre musical public. Avant que le mot italien opera, abréviation d'opera in musica ("œuvre musicale") ne soit d'usage courant vers 1634 en Italie, la musique de scène y était appelée favola in musica (fable musicale), dramma in musica (drame musical) ou tragedia in musica (tragédie musicale) ; Monteverdi employa ces termes et des expressions semblables pour nombre de ses premiers opéras.

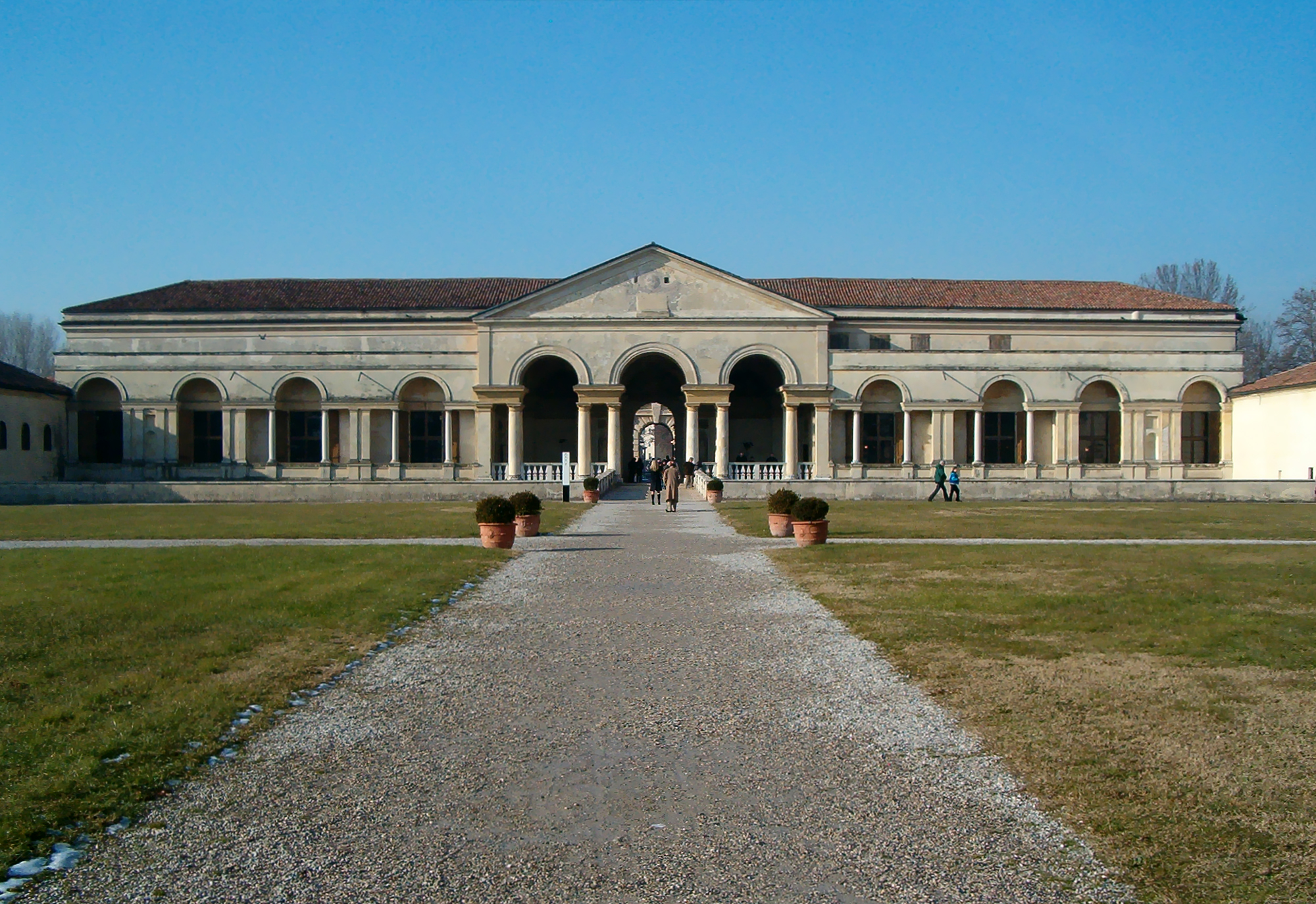
Le palais du Te, près de Mantoue, siège de la dynastie des Gonzague, qui gouverna la ville de 1530 à 1627. Monteverdi fut musicien de cette cour de 1590 à 1612.

La première œuvre qui soit généralement considérée comme un opéra de nos jours est le Daphné (1597) de Jacopo Peri, suivi de l'Euridice (1600) du même compositeur, opéra pour lequel Giulio Caccini composa sa propre musique. Ottavio Rinuccini fut le librettiste tant du Daphné que de ces deux Euridice. Dans ce nouveau genre musical, une histoire complète était racontée par l'entremise des personnages, et en plus de chœurs et d'ensembles, les pièces vocales comprenaient des récitatifs, des arias et des ariosos. C'était le fruit du développement de diverses formes de théâtre musical qui existaient depuis le début de la Renaissance italienne, à savoir le masque, le ballet (spectace de danse qui comprenait souvent des passages chantés) et, en particulier, l'intermède ou intermezzo, court drame musical faisant office de prologue ou d'entracte dans des pièces de théâtre classiques,. Le torneo (tournoi), spectacle dramatique stylisé où le chant principal était exécuté par un narrateur, était une autre forme de la fin de la Renaissance,. D'autres formes de musique dramatique continuèrent de fleurir pendant que l'opéra lui-même se développa ; Monteverdi recourut souvent à ces formes. Les ressemblances de certaines d'entre elles avec l'opéra et les limites quelque peu floues qui existèrent de nombreuses années entre ces types d'œuvres ont entraîné un débat sur la catégorisation de certaines œuvres. Par exemple, il s'est avéré très difficile de définir le genre précis de l'œuvre Le Combat de Tancrède et de Clorinde (1624) de Monteverdi.
Le premier opéra reconnu de Monteverdi est Orphée (1607). Il composa en tout 24 œuvres pour la scène. Sur ce nombre, dix sont d'ordinaire classées parmi les opéras, et l'on a perdu la musique de sept d'entre elles, abstraction faite de quelques fragments,. La majeure partie de ce qu'on sait des œuvres manquantes provient des librettos qui ont subsisté et d'autres documents, y compris la correspondance abondante de Monteverdi. Le musicologue Tim Carter (en), grand spécialiste de Monteverdi, estime que le taux élevé de pertes est explicable puisque, à l'époque de Monteverdi, « la mémoire était courte, et les œuvres musicales à grande échelle avaient souvent une diffusion limitée après leur création ».

## Œuvres pour Mantoue
Monteverdi écrivit six opéras pour la cour de Mantoue ; parmi eux, seuls le livret et la musique d'Orphée nous sont parvenus intacts. Sur les cinq autres œuvres pour Mantoue qui sont perdues, quatre furent écrites après que le compositeur eut quitté le service des Gonzague en 1612 et se fut installé à Venise. Les opéras Ariane et Andromède furent achevés et exécutés ; le compositeur abandonna les autres avant de les avoir achevés.

### Ariane(1607–1608)

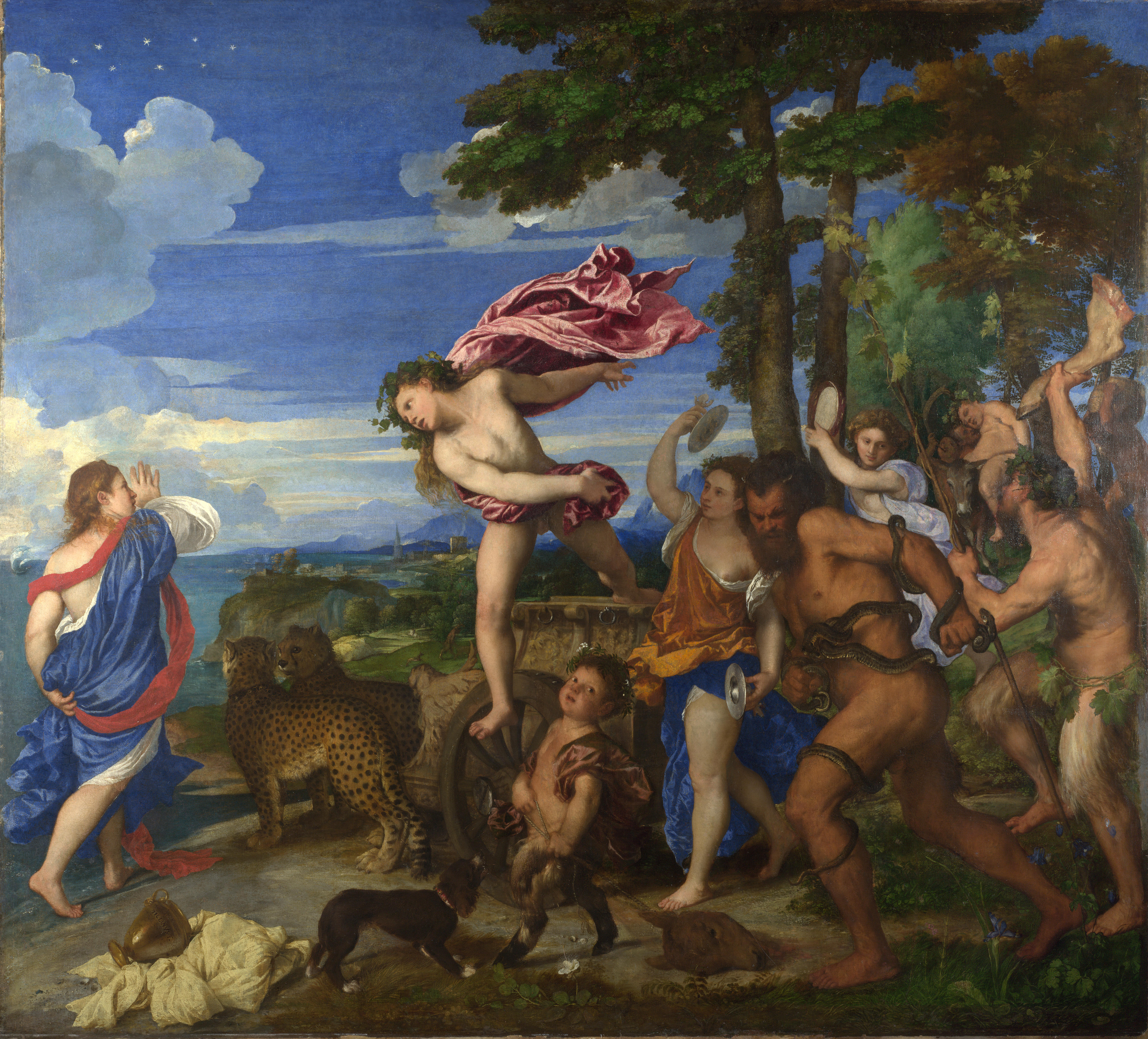
Bacchus (au centre) rencontre Ariane (à gauche) sur la rive (peinture du Titien).

L'opéra Ariane fut composé pour célébrer le mariage de l'héritier du duché, François Gonzague, et de Marguerite de Savoie en mai 1608. Monteverdi en reçut la commande après que la première d'Orphée à la cour eut connu le succès en février 1607. Le livret d'Ariane est d'Ottavio Rinuccini, dont le talent littéraire avait impressionné Vincent Ier de Mantoue après une interprétation d'Euridice. La composition d'Ariane devint problématique, car ce n'était qu'une des trois commandes du duc pour le mariage ; Monteverdi devait aussi composer un prologue musical pour la pièce L'Idropica de Giovanni Battista Guarini et la musique d'une danse dramatique, Le Ballet des ingrates. Sa vie fut perturbée par la maladie mortelle de sa femme, Claudia, qui mourut le 10 septembre 1607, mais le duc n'accorda pas de répit au compositeur. Ce dernier composa en grande partie l'opéra dans les deux derniers mois de 1607, effort que le biographe de Monteverdi Hans Redlich (en) qualifia de « surhumain ». Monteverdi se sentit froissé par le manque de reconnaissance du duc pour son travail ; près de 20 ans plus tard, il écrivit dans une lettre adressée au secrétaire de la cour de Mantoue, Alessandro Striggio, qu'il s'était presque tué à écrire Ariane à la hâte,.
Rinuccini fonda son livret sur de nombreuses sources classiques, et notamment des œuvres d'Ovide (les Héroïdes et les Métamorphoses) et des poèmes de Catulle. Après un prologue, l'action principale débute quand Vénus dit à Cupidon qu'Ariane et son amant, Thésée, qui ont fui la Crète après que ce dernier eut tué le Minotaure, vont arriver sous peu à Naxos. Thésée, annonce-t-elle, va alors y abandonner Ariane, car il pense que les Athéniens ne pourraient l'accepter pour reine. Vénus prévoit de l'apparier plutôt au dieu Bacchus et demande à Cupidon d'arranger la chose. Thésée et Ariane arrivent ; Thésée a le plus grand mal de prendre la décision de l'abandonner, mais part après que son conseiller lui a dit que sa décision était sage. Le matin, Ariane, qui se voit abandonnée, cherche en vain Thésée sur la rive, où elle chante son lamento. Une fanfare annonce une arrivée imminente ; Ariane espère que Thésée lui revient, mais c'est Bacchus et son entourage qui se présentent. Jupiter parle du haut des cieux, et au milieu de scènes festives, Bacchus promet à Ariane l'immortalité et une vie parmi les dieux en échange de son amour.
Rinuccini allongea le livret pendant les répétitions après que la duchesse se fut plainte de ce que la pièce était « trop sèche » ; il ajouta alors la première scène entre Vénus et Cupidon et la bénédiction donnée par Jupiter du haut des cieux,. Les préparatifs de l'exécution de l'opéra furent interrompus lorsque la première soprano, Caterina Martinelli, mourut de la variole en mars 1608. Il fallut trouver rapidement une remplaçante, et le rôle-titre échut à Virginia Andreini, cantatrice célèbre surnommée « La Florinda » ; elle aurait appris le rôle en six jours seulement. Dans son analyse des œuvres théâtrales de Monteverdi, Carter estime que le compositeur ajouta peut-être le lamento pour exploiter à fond les qualités vocales et le talent d'actrice d'Andreini. La première eut lieu le 28 mai 1608 dans un théâtre temporaire qu'on avait érigé exprès et qui, selon les comptes rendus de l'époque, pouuvait accueillir plusieurs milliers de spectateurs. La production était fastueuse ; il fallait apparemment 300 hommes pour manœuvrer la machinerie. Federico Follino, qui rédigea le rapport officiel de la cour de Mantoue, loua la beauté de l'œuvre, la magnificence des costumes et des décors, ainsi que la douceur de la musique. Le compositeur Marco da Gagliano, contemporain de Monteverdi, fut également élogieux ; il écrivit que l'opéra avait « visiblement touché toute l'auditoire jusqu'aux larmes ». Il se peut que l'opéra Ariane fut exécuté à Florence en 1614, et l'exécution de l'œuvre à Mantoue prévue pour célébrer l'anniversaire de la duchesse Catherine en mai 1620 fut annulée pour des raisons inconnues,. À part cela, rien n'indique que l'opéra ait été exécuté avant sa reprise en 1640 au Teatro San Moisè de Venise. Dans son étude de l'opéra de la fin de la Renaissance, Gary Tomlinson prétend que l'accueil enthousiaste de l'œuvre à Venise fut un facteur important de la décision que Monteverdi prit de revenir à la composition d'opéras dans ses dernières années.
Le lamento est la seule partie de l'opéra dont la musique a subsisté. Elle fut publiée indépendamment de l'opéra sous diverses formes ; une adaptation pour cinq voix figurait dans Il Sesto Libro de Madrigali (Le Sixième Livre de madrigaux) en 1614, et deux versions du solo original furent publiées en 1623. D'autres compositeurs imitèrent la forme du lamento ; Redlich affirme que cette aria fut à l'origine d'un sous-genre musical qui dura jusqu'à la fin du XVIIe siècle et au-delà. Le livret de l'opéra a survécu ; des versions ont été publiées à Mantoue en 1608 et à Venise en 1622 et en 1639.

### Le nozze di Tetide(1616–1617)
(Les Noces de Thétis)

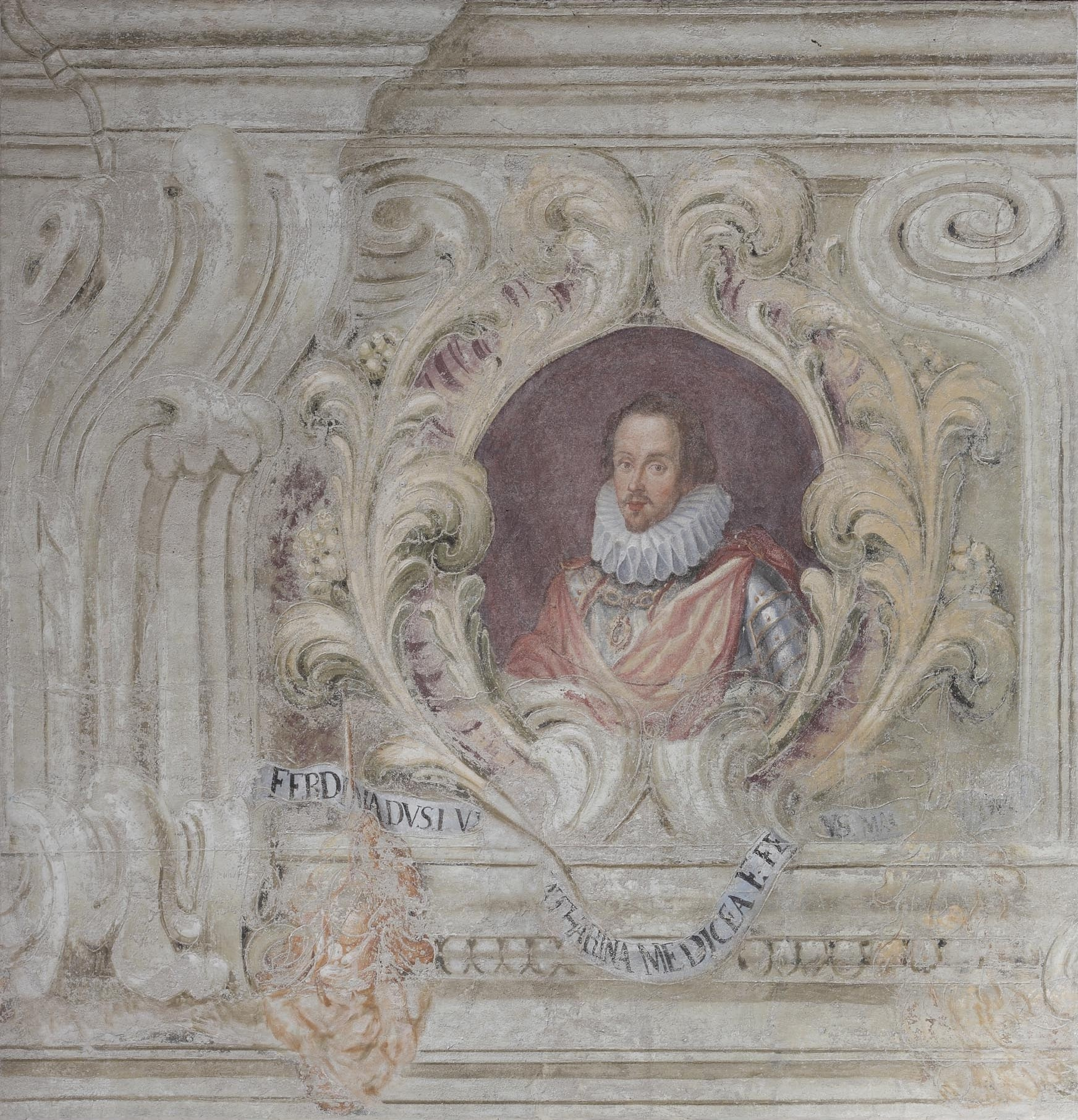
Le duc Ferdinand Gonzague, dont le mariage en 1617 amena la commande des Nozze di Tetide

Après la mort du duc Vincent en février 1612, Monteverdi perdit les bonnes grâces de la cour de Mantoue. Comme il ne l'avait pas en haute estime, le successeur de Vincent, François, le démit de ses fonctions. Après la mort subite de François en décembre 1612, le duché passa aux mains de son frère Ferdinand, mais Monteverdi ne fut pas rappelé à la cour et fut nommé maître de chapelle à la basilique Saint-Marc de Venise en août 1613,. Il resta toutefois en relation avec Striggio et d'autres courtisans haut placés de Gonzague par l'entremise desquels il put obtenir parfois la commande d'œuvres théâtrales pour la cour des Gonzague. Ainsi, à la fin de 1616, Striggio lui demanda de mettre en musique le livret Le nozze di Tetide de Scipione Agnelli pour les célébrations du mariage prochain du duc Ferdinand avec Catherine de Médicis. Cette histoire fondée sur le mariage du héros mythique Pélée avec la nymphe marine Thétis avait déjà été offerte à la cour mantouane par Jacopo Peri, mais sa mise en musique d'un livret de Francesco Cini avait été rejetée en 1608 au profit d'Ariane.
Au début, peu enthousiasmé par Le nozze di Tetide, Monteverdi chercha des moyens d'atermoyer ou d'éviter de travailler à cette œuvre. Le 9 décembre 1616, il informa Striggio qu'il accepterait la commande parce que c'était le souhait de son seigneur féodal le duc, mais que les vers qu'on lui donnait n'étaient pas propices, selon lui, à une belle musique. Il trouvait l'histoire difficile à comprendre et ne croyait pas qu'elle l'inspirerait,. De toute façon, il allait être occupé la majeure partie de décembre à composer une messe de Noël pour la basilique Saint-Marc. Le 29 décembre, espérant peut-être l'annulation de la commande, il dit à Striggio qu'il pouvait commencer à travailler aux Nozze di Tetide « si vous me dites de le faire »,. En janvier 1617, il devint toutefois enthousiaste lorsqu'il apprit qu'on avait réduit le projet à une série d'intermèdes. Il pensait maintenant, informa-t-il Striggio, que ce qu'il avait d'abord considéré comme une pièce plutôt monotone était tout à fait de circonstance,. Il commença à travailler aux récitatifs, mais avant que Monteverdi n'eut commencé la mise en musique des numéros les plus expressifs, le duc changea d'avis et annula la commande. Le compositeur abandonna Le nozze di Tetide ; le livret et la musique existante disparurent.

### Andromède(1618–1620)

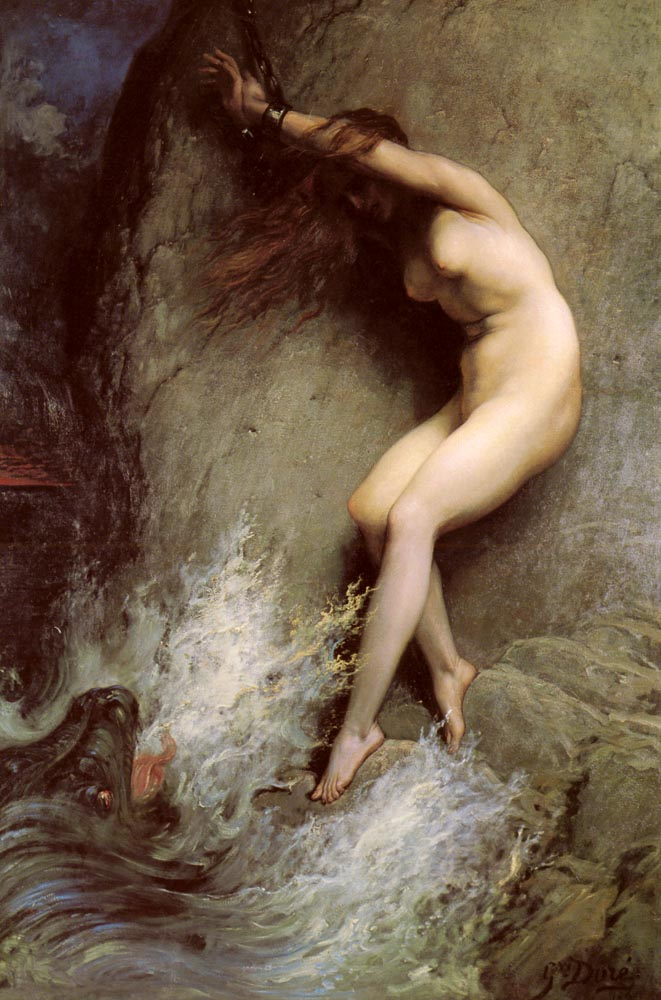
Andromède enchaînée à un rocher suivant l'ancien mythe grec (peinture de Gustave Doré)

Monteverdi reçut la commande suivante de Mantoue au début de 1618 : on lui demanda de composer un opéra sur le mythe grec d'Andromède, princesse qui fut enchaînée à un rocher. Le livret était écrit par la chancelier du duc Ferdinand, Ercole Marigliani, et le projet était financé par le frère cadet du duc, Vincent Gonzague,. Il est probable que l'œuvre devait être interprétée au carnaval de Venise de mars 1618, mais comme l'écrit Carter, Monteverdi abordait souvent les commandes de Mantoue à contrecœur et en cherchant à gagner du temps ; son incapacité ou sa réticence à travailler à Andromède fit reporter l'exécution de l'opéra à 1619, puis à 1620.
Les lettres que Monteverdi écrivit de 1618 à 1620, surtout les lettres adressées à Striggio, mais parfois celles qu'il adressa à Vincent Gonzague ou à Marigliani, fournissent diverses excuses pour le manque d'avancement dans la composition d'Andromède : ses devoirs à la basilique Saint-Marc, sa santé, son obligation de fournir de la musique de cérémonie au doge de Venise,. En février 1619, Monteverdi avait commencé à travailler à un autre projet mantouan, un ballo (danse avec parties chantées) avec un livret de Striggio intitulé Apollo. Le 9 janvier 1620, alors qu'il lui restait 400 vers du livret d'Andromède à mettre en musique, Monteverdi proposa à Striggio d'abandonner complètement le projet d'opéra et de le remplacer par le ballo. Cette idée fut rapidement battue en brèche ; Vincent Gonzague ordonna à Monteverdi de lui envoyer sans délai le reste de la musique d'Andromède. Le finale d'Andromède, un octuor vocal, fut livré à Marigliani le 15 février 1620.
Aucun fragment de la musique de Monteverdi ne subsiste. On croyait aussi le livret perdu jusqu'à ce qu'il soit retrouvé en 1984. Comme c'était l'usage à l'époque de Monteverdi, le manuscrit ne mentionne pas le nom du compositeur : les livrets étaient souvent mis en musique par divers compositeurs. Le frontispice du livret confirme que l'opéra Andromède fut exécuté pendant le carnaval de Mantoue tenu du 1er au 3 mars 1620. L'analyse du contenu du livret révèle une certaine influence du livret d'Ariane de Rinuccini, telle que l'emploi d'un mètre et d'une longueur identiques dans les prologues et l'existence de plusieurs personnages communs dans les distributions des deux œuvres. Le document appartient à un particulier ; il n'a pas été publié.
Monteverdi n'exprima aucun intérêt manifeste pour le sort d'Andromède après le carnaval de 1620 ; dans la longue lettre qu'il écrivit à Striggio le 13 mars 1620, il ne mentionne pas l'événement et est surtout préoccupé par des questions financières. Cette lettre porte à croire que la cour des Gonzague tentait de le persuader de revenir à Mantoue ; en termes courtois, il élude la question tout en comparant la générosité relative de ses employeurs vénitiens à la parcimonie de la cour des Gonzague,.

### Deux œuvres inachevées (1627–1628)
Après Andromède, plusieurs années s'écoulèrent pendant lesquelles Mantoue recourut peu aux services de Monteverdi. Le duc Ferdinand mourut le 26 octobre 1626 ; Vincent lui succéda et devint le duc Vincent II. Au début de l'année suivante, Striggio demanda de la musique théâtrale à Monteverdi, peut-être pour les célébrations de l'accession de Vincent au titre de duc. En réponse, Monteverdi lui offrit trois solutions : la première, Le Combat de Tancrède et de Clorinde, mise en musique du poème épique La Jérusalem délivrée du Tasse qui avait été interprétée au carnaval de Venise en 1624 ; la deuxième, la mise en musique d'une autre partie du poème du Tasse, celle qui raconte l'histoire de la sorcière Armide (Armida) et de son abandon par le héros chrétien Renaud (Rinaldo) ; la dernière, la mise en musique d'une nouvelle pièce de Giulio Strozzi, Licori finta pazza inamorata d'Aminta (Licori, la fausse folle éprise d'Aminta), qui parle d'une femme qui feint la folie par amour,. Monteverdi envoya la pièce de Strozzi à Striggio le 7 mai 1627 ; Striggio l'aima et le chargea de commencer la composition musicale.

#### La finta pazza Licori
(La Fausse Folle Licori)

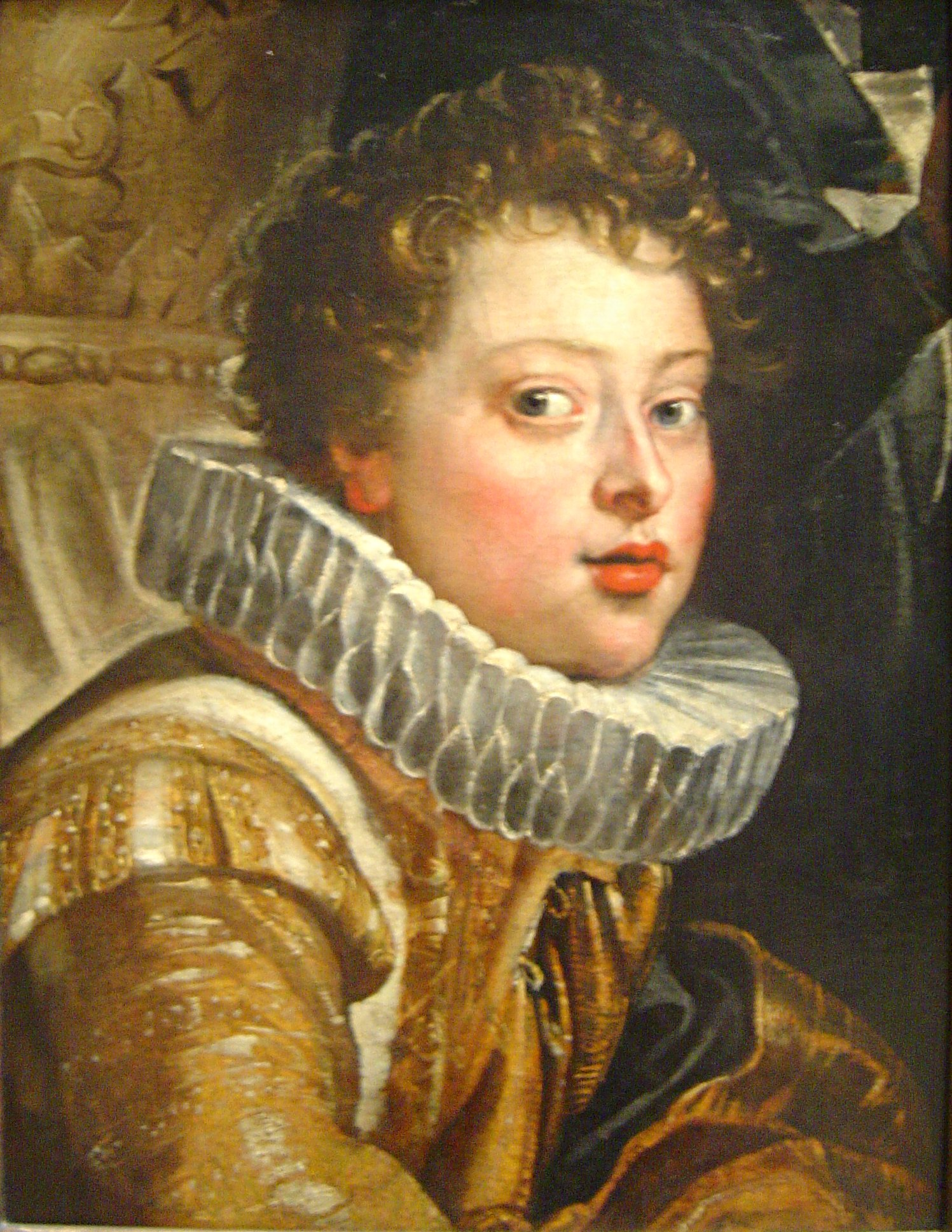
Vincent II Gonzague, dont l'accession au titre de duc fut probablement la raison de la composition de Licori et d'Armida.

Strozzi est un Vénitien né en 1583 qui écrivit des pièces de théâtre, des poèmes et des livrets d'opéra ; Monteverdi en fit la connaissance en 1621,. Strozzi connaissait la musique de Monteverdi et avait une grande estime pour le style novateur du compositeur. Le 20 juin 1627, Monteverdi informa Striggio que Strozzi avait développé le texte, l'avait arrangé en cinq actes et l'avait rebaptisé La finta pazza Licori. La simulation de la folie était un thème courant de la commedia dell'arte, tradition qui s'était établie dans le théâtre italien au XVIe siècle. Dans l'intrigue de Strozzi, première tentative connue à l'opéra comique, Licori se déguise d'abord en homme, puis en femme, et feint alors d'être folle, le tout pour gagner le cœur d'Aminta.
L'intrigue et la diversité des effets musicaux offerte par le livret enchantèrent Monteverdi, du moins au début. Le compositeur indiqua à Striggio qu'il importait de trouver une cantatrice avec un réel talent d'actrice pour jouer le rôle de Licori, quelqu'un capable de jouer un homme et une femme avec les émotions et les gestes voulus. Il s'enthousiasma plus tard à la chance d'écrire un ballet de style différent pour chacun des cinq actes,. Monteverdi poursuivit sa correspondance pendant tout l'été, mais son attitude changea lentement et passa d'un zèle évident à la frustration du retard mis dans la reproduction du livret. Dans son analyse de la genèse de l'opéra, le musicologue Gary Tomlinson pense que Monteverdi faisait peut-être traîner les choses. En septembre, Striggio, ayant reçu le livret augmenté, l'ayant lu et ne l'ayant sans doute pas aimé, annula brusquement la commande, et l'on n'a plus entendu parler de l'œuvre. Monteverdi fut plutôt chargé de travailler à la mise en musique d'Armida,.
On a longtemps présumé que Monteverdi avait composé une bonne partie de la musique de Licori avant l'annulation soudaine de la commande. Redlich dit que la partition était achevée le 10 septembre 1627. Il impute le rejet et la disparition postérieure de l'œuvre à l'indifférence de Striggio à l'égard du travail de Monteverdi. La lecture de la correspondance du compositeur amène toutefois Tomlinson à une conclusion différente : Monteverdi « n'était même pas près d'achever la partition » et avait peut-être composé très peu de musique. Il est probable qu'il cessa de la composer à la fin de juillet, ayant commencé à douter de l'intérêt véritable de Striggio pour l'œuvre. Tomlinson pense que Monteverdi, se rappelant l'annulation précédente des Nozze di Tetide par Mantoue, évita de s'employer à réaliser ce nouveau projet tout en donnant diplomatiquement une impression d'activité. Tomlinson écrit : « Il ne serait guère surprenant que Monteverdi ait été surnaturellement sensible aux signes d'indécision de la cour mantouane et qu'aux premiers de ces signes en 1627, il ait décidé d'avancer avec prudence dans la composition de Licori. Le livret de Strozzi a disparu avec toute la musique que Monteverdi parvint à composer, mais Strozzi écrivit un second livret sous le même titre ; Francesco Sacrati (Parme, 1605 – Modène, 1650) le mit en musique, et l'œuvre fut créée à Venise en 1641.

#### Armida abbandonata
(L'abandon d'Armide)

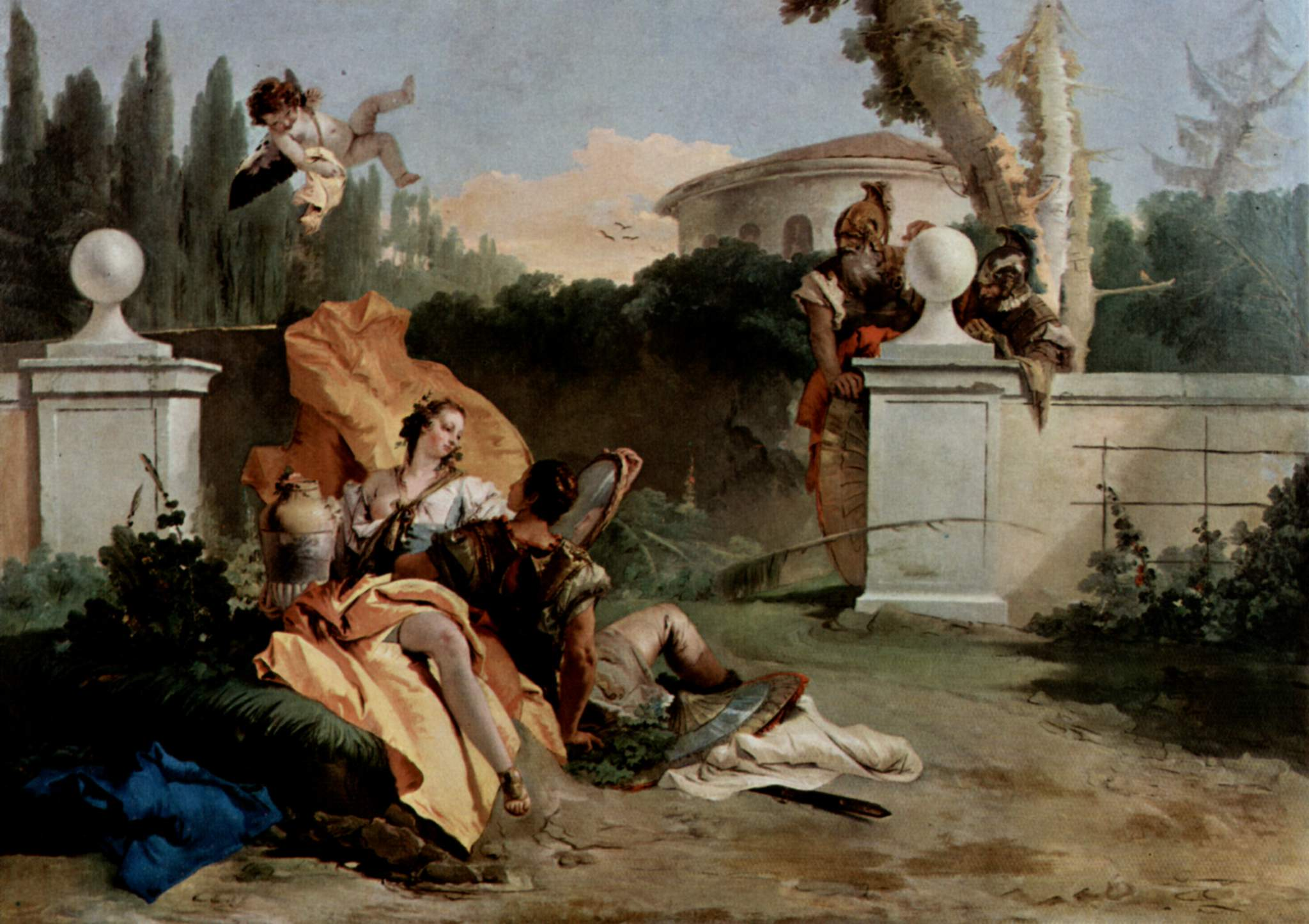
Ribaldo et Armida surpris par Ubaldo et Carlo (œuvre de Giovanni Battista Tiepolo)

Après le rejet de Licori, Monteverdi ne porta pas immédiatement son attention sur Armida. Il se rendit plutôt à Parme, ayant été chargé des divertissements musicaux pour les célébrations du mariage du jeune duc Édouard Farnèse de Parme et de Marguerite de Médicis,. Il y passa plusieurs semaines à travailler à ces compositions ; néanmoins, le 18 décembre 1627, il pouvait dire à Striggio que la partition d'Armida était terminée et qu'on était en train de la copier,. Dans la section pertinente du poème du Tasse, Armide (Armida) l'enchanteresse attire le noble Renaud (Rinaldo) dans son île enchantée. Deux chevaliers arrivent pour tenter de le ramener à son devoir, tandis qu'Armide le supplie de rester ou, s'il doit partir, de lui permettre d'être à ses côtés dans la bataille. Lorsqu'il refuse et l'abandonne, Armide le maudit avant de tomber inconsciente.
Carter signale plusieurs ressemblances structurelles entre Armida abbandonata et Le Combat de Tancrède ; les deux œuvres exigent trois voix, dont une fait office de narrateur. Malgré ces ressemblances, Armida, au contraire de l'œuvre antérieure, est généralement considérée par les spécialistes de Monteverdi comme un opéra, bien que Denis Stevens, traducteur des lettres de Monteverdi, l'ait qualifiée de « supplément » du Combat.
Les projets d'interprétation d'Armida furent toutefois annulés à la mort du duc Vincent à la fin de décembre 1627. Le 4 février suivant, Striggio demandait encore un exemplaire d'Armida, peut-être pour le couronnement du prochain duc. Monteverdi promit de le lui envoyer, mais rien ne confirme qu'il l'ait fait. On n'a trouvé aucune partition, mais Tomlinson déduit de la correspondance de Monteverdi certaines des caractéristiques que l'œuvre devait présenter, dont un usage intensif du stile concitato. Rien n'indique qu'Armida ait jamais été interprétée à Mantoue, mais Stevens soulève la possibilité qu'elle fût montée à Venise en 1627 ou en 1628, puisque Monteverdi indiqua dans une lettre du 4 février que l'œuvre était entre les mains de Girolamo Mocenigo, riche mécène dans le palais vénitien duquel Le Combat de Tancrède fut interprété en 1624.
Licori et Armida furent les dernières œuvres théâtrales que Monteverdi composa pour la cour de Mantoue. La mort de Vincent II mit fin à la branche principale des Gonzague ; un parent éloigné, Charles de Nevers, hérita du duché, et Mantoue fut ensuite plongée dans une série de conflits qui avaient réduit une bonne partie de la ville en ruines en 1630. La dernière lettre connue de Monteverdi adressée à Striggio est datée du 8 juillet 1628 ; Striggio mourut à Venise le 8 juin 1630, à la tête d'une mission demandant de l'aide contre les armées qui encerclaient Mantoue.

## Œuvres de Venise
De 1630 à 1643, Monteverdi composa quatre opéras pour Venise. Tous furent montés de son vivant, mais seuls Le Retour d'Ulysse dans sa patrie et Le Couronnement de Poppée ont survécu.

### Proserpina rapita(1630)
(Le rapt de Proserpine)
Proserpina rapita est la première des œuvres théâtrales que Monteverdi composa exprès pour Venise. Girolamo Mocenigo, riche mécène du compositeur, la lui commanda pour les célébrations du mariage de sa fille Giustiniana. Le livret de Strozzi repose sur l'ancien mythe gréco-romain de Pluton et de Proserpine. Le viol symbolique était un thème courant des divertissements nuptiaux dans les cours italiennes, destiné, suivant Carter, « tant à proclamer la puissance de l'amour qu'à fixer des limites convenables au comportement féminin ».

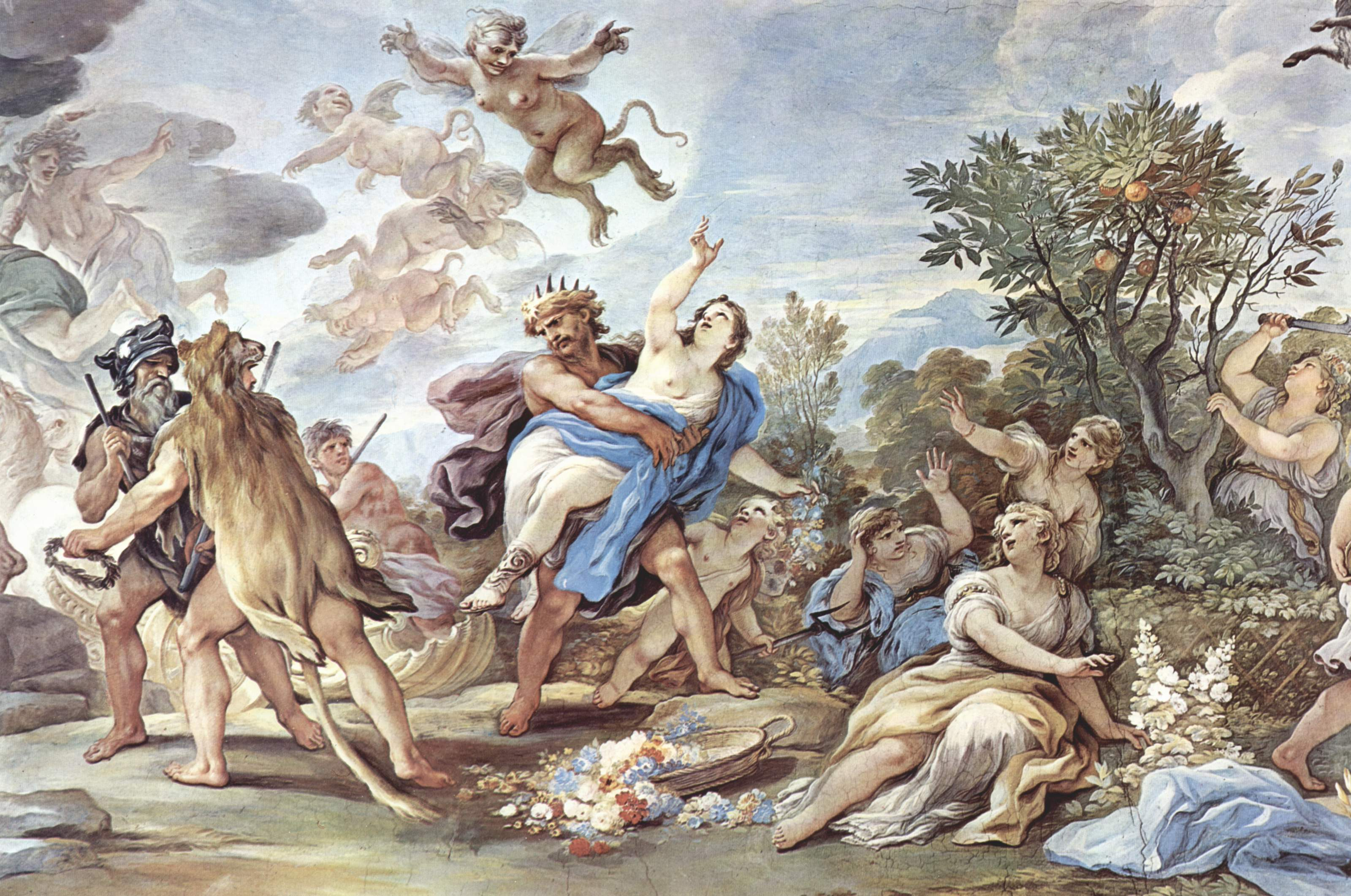
Le rapt de Proserpine, peint par Luca Giordano (1632–1705)

Dans la version de Strozzi, un berger amoureux, Pachino, invoque l'aide de Pluton, souverain des enfers, pour guérir de son obsession unilatérale de Proserpine. Pluton répond à sa demande en le transformant en montagne, mais promet une place à son âme dans l'Élysée. Après avoir été atteint d'une flèche de Cupidon, Pluton tombe amoureux de Proserpine et la veut pour épouse. Au début, elle lui résiste, mais quand il change Cyané, qui la protège, en source d'eau, il vient à bout de Proserpine. Docilement, elle lui jure obéissance ; la force de sa beauté est telle qu'il s'adoucit et promet qu'il traitera les amants moins durement à l'avenir.
Le livret fut publié à Venise par Evangelista Deuchino en 1630. Selon les exemplaires qui ont subsisté, le décor original fut créé par Giuseppe Albardi, et les danses furent chorégraphiées par Girolamo Scolari. L'opéra fut monté le 16 avril dans un salon du palais de Mocenigo. Carter doute que, dans un lieu si exigu, le spectacle ait pu comprendre tous les effets spéciaux prévus dans le livret. Le compte rendu de l'un des spectateurs révèle toutefois que le spectacle fut considérable à cette occasion : « Dans la soirée illuminée de torches, on a joué et représenté en musique […] Le Rapt de Proserpine avec des voix et des instruments des plus parfaits, des apparitions aériennes, des changements de scène et d'autres choses, à l'étonnement et à l'émerveillement de toutes les personnes présentes. »
Une parcelle de la partition de Proserpina rapita subsiste : Come dolce oggi l'auretta, aria pour trois voix. Elle parut en 1651 dans les Madrigali e Canzonette a due e tre voci, neuvième livre de madrigaux de Monteverdi
,. À part cela, on peut déduire le caractère musical de l'œuvre d'annotations du livret qui, selon Fabbri, indiquent qu'elle n'était peut-être pas toute chantée. Elle contenait au moins deux ballos chantés, dont l'un terminait l'opéra avec cet hommage à peine déguisé au compositeur : Quanto nel chiaro mondo / su verdi arcadi monti / di te si cantari? (À quel point, dans le monde clair, sur les monts verts d'Arcadie, on te chantera?). Les annotations du livret publié fournissent d'autres renseignements sur la musique et l'instrumentation.
Selon Carter, Proserpina rapita est une œuvre de transition. Par l'importance de la danse et le sujet, elle reflète les traditions de l'opéra du début du XVIIe siècle. Par la peinture des personnages, elle fait en même temps entrevoir le monde « moderne » des trois derniers opéras de Monteverdi, et notamment Le Couronnement de Poppée. Par son tempérament, Proserpine annonce la Poppée de ce dernier opéra ; de même, Pachino peut préfigurer Othon ; et certains échanges qui figurent dans Proserpina annoncent la rhétorique de ceux que Néron et Sénèque ont dans Le Couronnement. Redlich indique qu'en 1644, l'année suivant celle de la mort de Monteverdi, Proserpina rapita fut ajoutée au répertoire du Teatro San Moisè de Venise, mais ne donne aucun détail sur les interprétations de l'œuvre. Une seconde édition du livret fut publiée la même année à Venise.

### Le nozze d'Enea con Lavinia(1641)
(Le mariage d'Énée avec Lavinia)
Dans les trois ans qui précédèrent sa mort en 1643, Monteverdi composa une trilogie d'opéras pour les théâtres vénitiens après l'inauguration du Teatro San Cassiano en 1637. Deux de ces opéras, Le Retour d'Ulysse dans sa patrie (1640), sur un livret de Giacomo Badoaro, et Le Couronnement de Poppée (1643), sur un livret de Giovanni Francesco Busenello, ont subsisté au complet,. Entre eux, Monteverdi composa Le nozze d'Enea con Lavinia ; le livret subsiste sous forme de manuscrit, mais on n'a trouvé aucune trace de la partition. Dans son analyse des dernières œuvres de Monteverdi, Ellen Rosand (en) relie les trois opéras : l'« opéra manquant se joint aux deux qui subsistent pour former un ensemble d'œuvres cohérent qui atteste la position de Monteverdi dans le monde de l'opéra vénitien ». La trilogie suit une trajectoire historique qui passe par Troie et la naissance de Rome pour se terminer au déclin de l'Empire romain et annonce la fondation et la gloire suprême de la république de Venise. Le thème commun des trois œuvres est la puissance mythique de l'amour, d'abord bénéfique, puis destructrice.

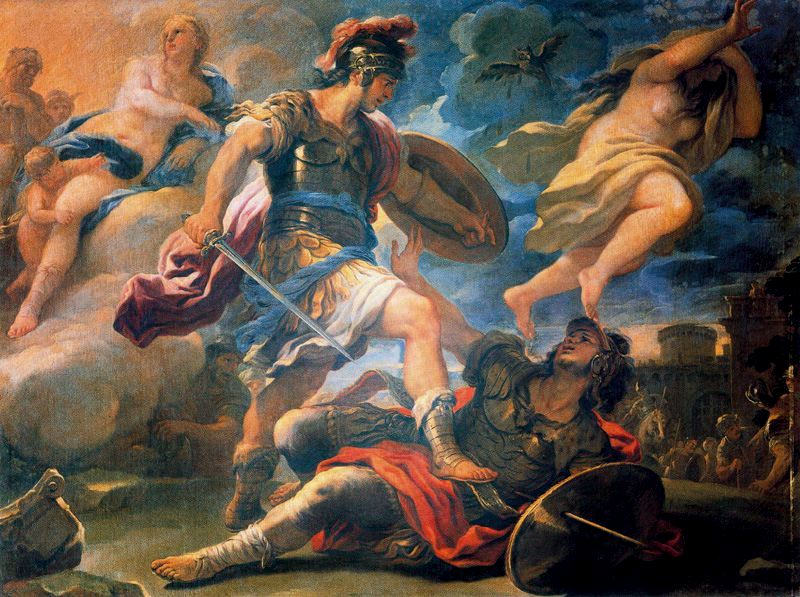
Énée terrassant Turnus (œuvre de Luca Giordano)

En raison de ressemblances avec le texte et la structure du Retour d'Ulyisse, on a parfois supposé que Badoaro avait écrit le livret des Nozze, mais les recherches de Rosand ont révélé que le librettiste était un ami intime de Badoaro, Michelangelo Torcigliani. Dans une longue préface, ce dernier présente l'œuvre, inspirée de l'Énéide de Virgile, comme une tragedia di lieto fine (tragédie au dénouement heureux). Il reconnaît s'être souvent écarté de l'épopée originale et avoir notamment ajouté un personnage comique, Numanus, parce qu'Irus, personnage semblable du Retour d'Ulysse, avait été bien accueilli par les amateurs d'opéra. Le texte a été écrit, dit Torcigliani, pour offrir la variété d'émotions exigée par Monteverdi et permettre ainsi au compositeur de montrer toute l'étendue de son génie musical.
Le thème principal de l'histoire est le désir qu'a Junon, en querelle avec Vénus, de prévenir le mariage du Troyen Énée, fils de cette dernière, avec Lavinia, fille du roi Latinus du Latium. Elle recourt à un esprit malin pour semer la discorde entre Troyens et Latins ; quand une chasse troyenne blesse un cerf puis tue un berger latin, Elminius, on entend des appels à la guerre, que Latinus rejette. Énée, qui se repose près du Tibre, est inconscient de ces incidents troublants, quoiqu'il soit averti par l'esprit du fleuve. Le danger se présente en la personne de Turnus, roi de Rutulie et allié des Latins, dont l'amour a été rejeté par Lavinia. Stimulés par les cris de guerre de Turnus, Troyens et Latins se battent, et Énée tue Turnus. Latinus invite Énée à épouser Lavinia, qui est heureuse de l'accepter. Devant la bravoure d'Énée, Junon oublie son inimitié et se joint à Vénus et à Hymen pour bénir le mariage. L'opéra se termine par des prédictions de la grandeur de Rome et de la gloire future de Venise.
L'opéra Le nozze d'Enea con Lavinia fut interprété pendant le carnaval de Venise de 1640–1641 au Teatro Santi Giovanni e Paolo (en), en alternance avec une reprise du Retour d'Ulysse,. Selon Carter, la mise en scène de l'œuvre était assez peu exigeante, l'action se déroulant surtout sur les rives du Tibre, avec très peu de changements de décor. Rien n'indique comment les Vénitiens réagirent à cet opéra qui, affirme Rosand, faisait nettement appel à leur patriotisme, le finale étant une célébration « de la naissance et des merveilles de la ville de Venise ». Dans une préface publiée avec le livret, Torcigliani parle de « la douceur de la musique de Monteverdi, qu'on ne louera jamais assez », mais le livret lui-même ne fournit pas de précisions sur la nature de cette dernière. Ringer écrit avec regret que « le livret est tout ce qui reste de cet opéra virgilien et offre peu d'indices sur les mélodies perdues ».

## Conséquences
Nombre des œuvres perdues de Monteverdi datent des années 1610 et 1620, et les manuscrits disparurent peut-être pendant la guerre perdue par Mantoue en 1630. Selon Carter, leur perte est importante, car ils auraient pu fournir les liens musicaux entre les premiers opéras de cour mantouans du compositeur et les opéras publics qu'il composa à Venise vers la fin de sa vie : « Sans ces liens […] il est difficile de tracer un tableau cohérent de son développement comme compositeur de musique de scène. » Dans un article sur les orchestres d'opéra de l'époque de Monteverdi, Janet Beat (en) regrette que le vide de trente ans qui sépare Orphée et l'opéra suivant du compositeur qui a survécu, Le Retour d'Ulysse dans sa patrie, gêne l'étude de la façon dont l'orchestration des opéras a évolué pendant ces années cruciales.
Carter songe aussi à la possibilité fascinante, quoique mince, que la fouille d'une bibliothèque inexplorée permette de découvrir une partie de cette musique manquante. Cela n'est pas encore arrivé en 2012, mais une mise en musique du livret de Rinuccini par le compositeur britannique Alexander Goehr fut interprétée au Royal Opera House de Londres le 15 septembre 1995 sous le titre d'Arianna (en) (Ariane). Goehr mit en musique le texte original de Rinuccini et, en hommage à l'opéra historique, intégra des parties de la musique du lamento de Monteverdi dans sa partition,.